# Iberus gualtieranus
Espèce
Statut de conservation UICN

 EN B1ab(iii,v)+2ab(iii,v) : En danger
Iberus gualtieranus  est une espèce de gastéropodes de la famille des Helicidae, de la sous-famille des Helicinae, et du genre Iberus. C'est un gastéropode terrestre pulmoné endémique de la péninsule Ibérique, typique des lieux arides et caillouteux.

## Historique et dénomination
- L'espèce a été décrite par le naturaliste suédois Carl von Linné en 1758, sous le nom initial d'Helix gualtieranus.
- C'est l'espèce type pour le genre.

## Description

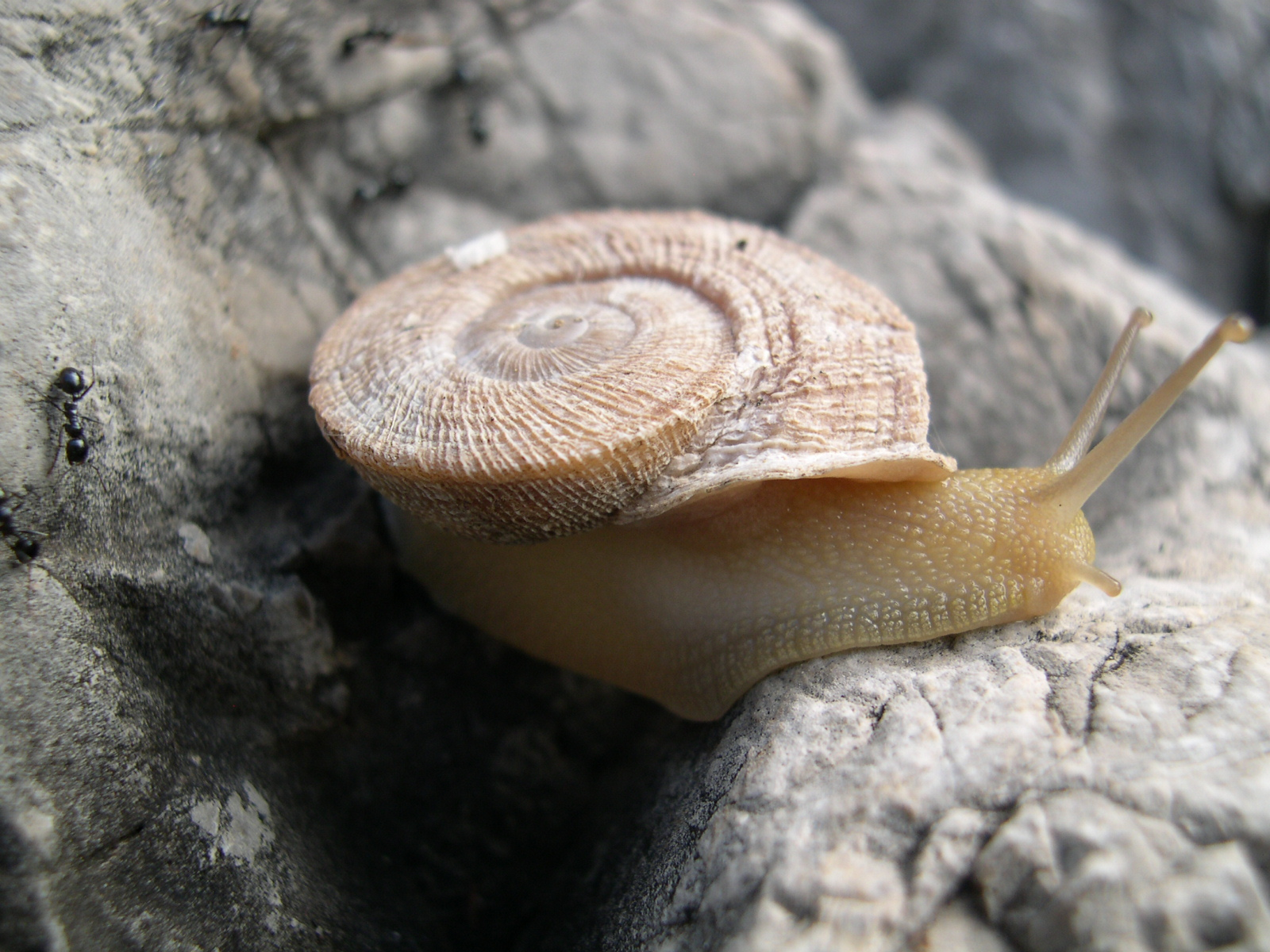
Iberus gualterianus gualterianus
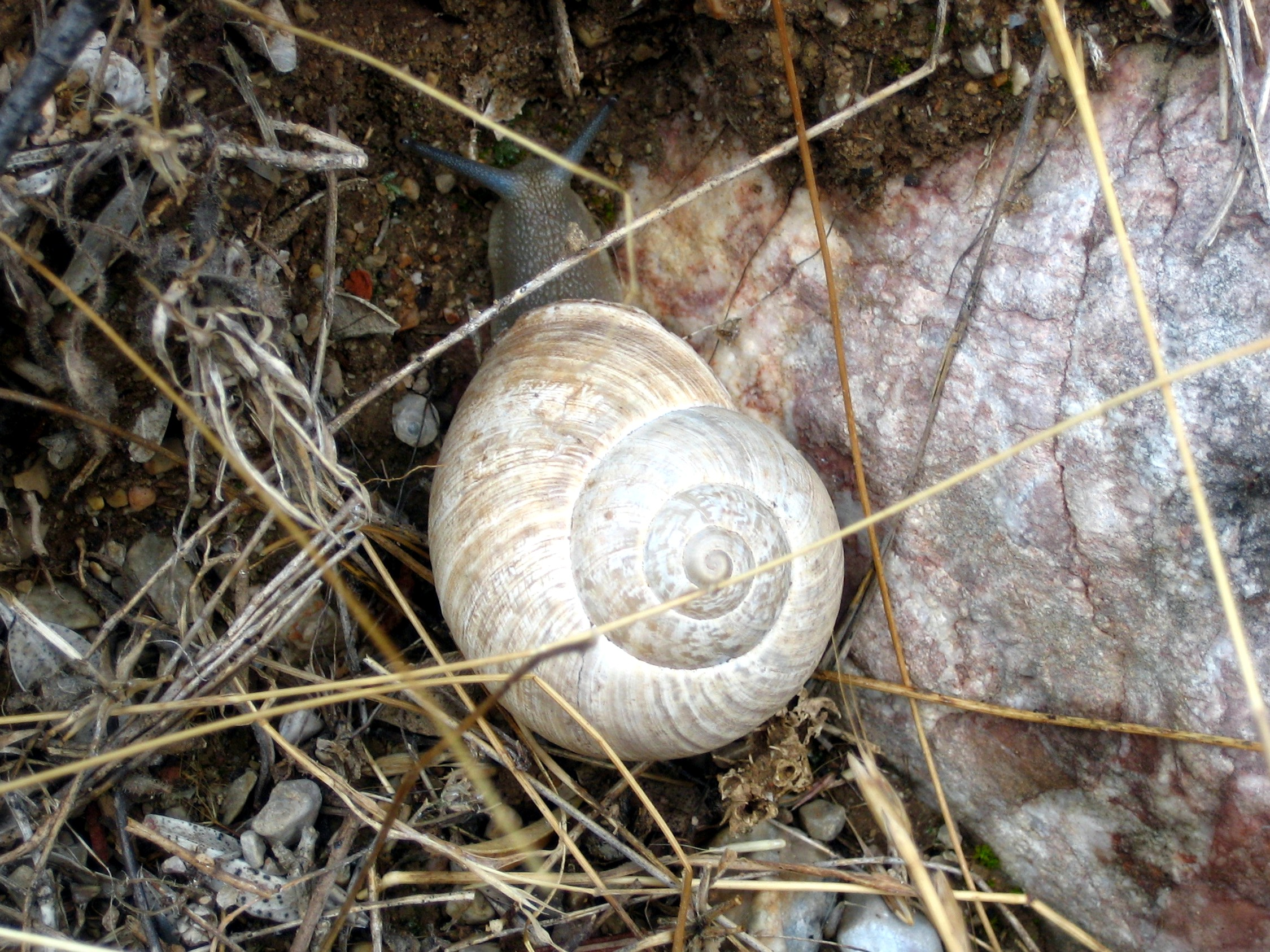
Iberus gualterianus alonensis

## Taxinomie
Liste des sous-espèces
- Iberus gualtieranus gualtieranus
- Iberus gualtieranus alonensis
- Iberus gualtieranus campesinus
- Iberus gualtieranus carthaginiensis
- Iberus gualtieranus mariae
- Iberus gualtieranus posthumus
- Iberus gualtieranus rhodopeplus